# Ise (DDH-182)
Ise (DDH-182) je vrtulníkový torpédoborec Japonských námořních sil sebeobrany, který má domovský přístav ve městě Sasebo. Loď je rozměrem, výzbrojí a určením spíše podobná nosičům vrtulníků nebo lehkým letadlovým lodím, ale za označením vrtulníkový torpédoborec stojí politické důvody, protože Japonsko po druhé světové válce nesmí vlastnit žádné letadlové lodě. Jedná se o druhou a poslední jednotku třídy Hjúga.

## Výzbroj a vrtulníky

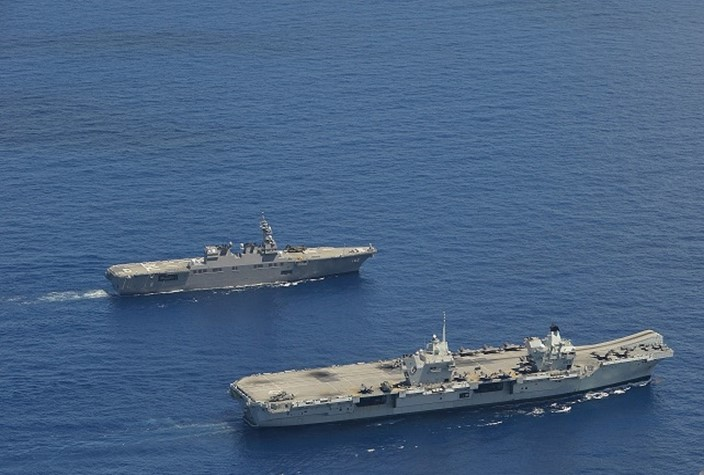
Ise vedle britské letadlové lodi HMS Queen Elizabeth (R08) v srpnu 2021

Ise je vyzbrojena jedním vertikálním odpalovacím zařízením Mk 41, který slouží k odpalu šestnácti protiletadlových řízených střel moře-vzduch RIM-162 ESSM a dvanácti protiponorkových střel RUM-139 VL-ASROC. Dále jsou na lodi nainstalované dva 20mm hlavňové systémy blízké obrany Phalanx, 12,7mm kulomety M2 Browning a dva trojhlavňové torpédomety s 324mm torpédy. Loď disponuje přistávací plochou a hangárem až pro 18 vrtulníků Mitsubishi H-60 nebo MCH-101.